# Buathra spinipes
Buathra spinipes là một loài tò vò trong họ Ichneumonidae.